# Peliala amethystalis
Peliala amethystalis là một loài bướm đêm trong họ Erebidae.